# 蓬普哈薩山
14°43′35″S 72°43′28″W / 14.72639°S 72.72444°W
蓬普哈薩山（P'umpu Q'asa），是秘魯的山峰，位於該國南部阿雷基帕大區，由拉烏尼翁省的瓦伊納科塔斯區負責管轄，屬於萬索山脈的一部分，海拔高度5,169米。